# Anthaxia bettagi
Anthaxia bettagi es una especie de escarabajo del género Anthaxia, familia Buprestidae. Fue descrita científicamente por Niehuis en 1983.